# 小林裕紀
小林裕紀（1988年10月18日—），在日本神奈川縣出生的足球运动员，現效歷日職聯球隊新潟天鵝，位置為中場。

## 經歷
小林裕紀在小時候加入東京綠茵的少年隊及青年隊。在少年隊時，小林裕紀與森本貴幸同期。而在青年隊時，則與埃及日本混血兒奧沙瑪·艾森尼同期。
其後，小林裕紀選擇在明治大學升學，並在大學三年級時，在全日本大學足球錦標賽獲選為最有價值球員。
大學畢業後，小林裕紀加入磐田山葉。同期加入球隊的，還有山田大記和金園英学。
2011年，在聯賽開幕戰中，以正選姿態登場位置是防守中場。除了其中一場比賽因為腸炎缺陣外，其餘聯賽賽事皆有出場。而且，作為一個新人，難得地在33場聯賽中，有32場是整場賽事上陣。對球隊的攻守作出重大貢獻。此外，日本聯賽杯分組賽第一輪對福岡黃蜂的賽事中，取得職業球員生涯的第1個入球。
2012年，在球季開始前，小林裕紀由22號球衣，改穿了名波浩曾擁有的7號球衣。另外，在5月19日對新潟天鵝賽事中，取得聯賽第1個入球。在12月1日，聯賽最後一場賽事中，射入決定勝的一球，將對手大阪飛腳送到日乙。

## 曾效力球隊
青年時期球隊
- 2004年－2007年：東京綠茵
- 2007年－2011年：明治大學足球部（日语：明治大学体育会サッカー部）
  - 2010：磐田山葉 ※特別指定選手（日语：特別指定選手）

職業球隊
- 2011年－：磐田山葉

## 個人戰歷
| 年度   | 球隊     | 聯賽 | 球衣號碼 | 聯賽 | 聯賽 | 聯賽 | 聯賽 | 聯賽杯 | 聯賽杯 | 天皇杯 | 天皇杯 | 全年合計 | 全年合計 |
| 年度   | 球隊     | 聯賽 | 球衣號碼 | J1   | J1   | J2   | J2   | 聯賽杯 | 聯賽杯 | 天皇杯 | 天皇杯 | 全年合計 | 全年合計 |
| 年度   | 球隊     | 聯賽 | 球衣號碼 | 出場 | 得分 | 出場 | 得分 | 出場   | 得分   | 出場   | 得分   | 出場     | 得分     |
| ------ | -------- | ---- | -------- | ---- | ---- | ---- | ---- | ------ | ------ | ------ | ------ | -------- | -------- |
| 2010年 | 磐田山葉 | J1   |          | 0    | 0    | -    | -    | 0      | 0      | 0      | 0      | 0        | 0        |
| 2011年 | 磐田山葉 | J1   | 22       | 33   | 0    | -    | -    | 4      | 1      | 2      | 0      | 39       | 1        |
| 2012年 | 磐田山葉 | J1   | 7        | 32   | 2    | -    | -    | 3      | 0      | 2      | 0      | 37       | 2        |
| 2013年 | 磐田山葉 | J1   | 7        |      |      | -    | -    |        |        |        |        |          |          |
| 總数   | 總数     | 總数 | 總数     | 65   | 2    | -    | -    | 7      | 1      | 4      | 0      | 76       | 3        |

- 2010年，小林裕紀是 特別指定選手（日语：特別指定選手） ，但該年並未曾出場

其他賽事
- 2011年
  - 駿河銀行錦標賽 1試合0得点

## 初次紀錄
- 日職聯初出場：2011年3月5日 J1第1周 對甲府風林 於山梨中銀體育場（日语：山梨県小瀬スポーツ公園陸上競技場）
- 日職聯初入球：2011年5月7日 J1第10周 對新潟天鵝 於東北電力大天鵝球場
- 職業生涯初入球：2011年6月5日 聯賽杯分組賽第1場 對福岡黃蜂 於山葉球場

## 獎項

### 球隊
- 駿河銀行錦標賽
  - 冠軍：1次
    - 2011

## 備注
1. ↑  .   [2013-01-26]. （原始内容存档于2014-01-09）.
2. ↑  2011 日本聯賽杯 vs.福岡黃蜂 （页面存档备份，存于） 磐田山葉官方網站 2011.6.5 試合日程・結果
3. ↑  2012年實季新體制（職球員） （页面存档备份，存于） 磐田山葉官方網站 2012.1.15新聞